# Gertruda z Hackeborn
Gertruda z Hackeborn (ur. 1232, zm. pod koniec 1292) – niemiecka zakonnica okresu średniowiecza, założycielka klasztoru benedyktynek w Helfta, święta Kościoła katolickiego.

## Życiorys
Gertruda urodziła się na zamku w Helfta (obecnie Eisleben) w szlacheckiej rodzinie, jako jedna z trzech córek Barona Hackeborna, spokrewnionego z cesarskim rodem Hohenstaufów.
Młodość spędziła w benedyktyńskim klasztorze w Rodesdorfie (obecnie dzielnica miasta Wegeleben). Około 1249 roku, w wieku 7 lat, dołączyła do niej młodsza siostra Mechtylda. W latach 1251–1292 Gertruda była ksienią wspólnoty ale w 1258 przeniosła się do Helfty pod Eisleben i tu z pomocą braci i sióstr z Hedersleben w Quedlinburgu założyła nowy klasztor. Oficjalnie był to klasztor benedyktynek, kojarzony z cysterkami z powodu stosowanej reguły zakonnej, jednak cysterskiej jurysdykcji nie podlegał. W 1261 do zakonu została oddana w wieku 5 lat Gertruda z Helfty, zwana Wielką, często mylona ze Świętą.
Po raz pierwszy zakon został częściowo zniszczony w 1342, kolejne zniszczenie zakonu miało miejsce w 1525 podczas wojny chłopskiej. Później teren zajęli Prusowie oraz rząd państwa NRD. Po upadku systemu NRD, klasztor wrócił do własności Kościoła i został przebudowany na zakon cysterek.

## Dzień obchodów
Wspomnienie liturgiczne św. Gertrudy w Kościele katolickim obchodzone jest 15 listopada.